# Recado
Der Recado ist ein traditioneller argentinischer Volkssattel. Er wurde ursprünglich zur täglichen Arbeit mit Vieh verwendet.
Die Besonderheit des Sattels ist seine Flexibilität, die ihn für alle Pferderücken geeignet macht. Der Recado hat keinen festen Sattelbaum, sondern ist in der Mitte geteilt, wobei die Sattelteile mittels Verschnürung mit Lederbändern verbunden und so individuell einstellbar sind.
Der Recado besteht aus mehreren Teilen, die nacheinander aufgesattelt werden:
1. Sudadero. Diese Decke bildet die Unterlage und dient als Schweißtuch.
2. Matra (trama cerrada). Darüber wird eine Satteldecke gelegt, die vorne und hinten Filzmatten zur Polsterung aufweist. Die Decke ist in der Regel aus Schafwolle, in früheren Zeiten war Guanakofell üblich.
3. Basto. Nun folgt der eigentliche Sattel, der aus zwei Ledermatten besteht, die mit Stroh gefüllt und zu Lederwülsten ausgeformt und mit Lederbändern (Rohaut) miteinander verbunden werden.
4. An den Sattel geschnallt wird eine Rohlederplatte, an der wiederum Steigbügel und Bauchgurt befestigt werden.
5. Als Sitzpolster dient zum Abschluss ein dickes Schaffell, das mit einem Gürtel über dem Sattel festgeschnallt wird.

Matra und Sitzpolster dienten dem Gaucho bei großen Viehtrieben als Nachtlager.